# Festival International de Cinéma de Kinshasa
 (juillet 2023).
Si vous disposez d'ouvrages ou d'articles de référence ou si vous connaissez des sites web de qualité traitant du thème abordé ici, merci de compléter l'article en donnant les références utiles à sa vérifiabilité et en les liant à la section « Notes et références ».
 (juillet 2023).
 (juillet 2023).
La mise en forme du texte ne suit pas les recommandations de Wikipédia : il faut le « wikifier ».
Les points d'amélioration suivants sont les cas les plus fréquents. Le détail des points à revoir est peut-être précisé sur la page de discussion.
- Les titres sont pré-formatés par le logiciel. Ils ne sont ni en capitales, ni en gras.
- Le texte ne doit pas être écrit en capitales (les noms de famille non plus), ni en gras, ni en italique, ni en « petit »…
- Le gras n'est utilisé que pour surligner le titre de l'article dans l'introduction, une seule fois.
- L'italique est rarement utilisé : mots en langue étrangère, titres d'œuvres, noms de bateaux, etc.
- Les citations ne sont pas en italique mais en corps de texte normal. Elles sont entourées par des guillemets français : « et ».
- Les listes à puces sont à éviter, des paragraphes rédigés étant largement préférés. Les tableaux sont à réserver à la présentation de données structurées (résultats, etc.).
- Les appels de note de bas de page (petits chiffres en exposant, introduits par l'outil «  Source ») sont à placer entre la fin de phrase et le point final[comme ça].
- Les liens internes (vers d'autres articles de Wikipédia) sont à choisir avec parcimonie. Créez des liens vers des articles approfondissant le sujet. Les termes génériques sans rapport avec le sujet sont à éviter, ainsi que les répétitions de liens vers un même terme.
- Les liens externes sont à placer uniquement dans une section « Liens externes », à la fin de l'article. Ces liens sont à choisir avec parcimonie suivant les règles définies. Si un lien sert de source à l'article, son insertion dans le texte est à faire par les notes de bas de page.
- La présentation des références doit suivre les conventions bibliographiques. Il est recommandé d'utiliser les modèles {{Ouvrage}}, {{Chapitre}}, {{Article}}, {{Lien web}} et/ou {{Bibliographie}}. Le mode d'édition visuel peut mettre en forme automatiquement les références.
- Insérer une infobox (cadre d'informations à droite) n'est pas obligatoire pour parachever la mise en page.

Pour une aide détaillée, merci de consulter Aide:Wikification.
Si vous pensez que ces points ont été résolus, vous pouvez retirer ce bandeau et améliorer la mise en forme d'un autre article.
Le Festival international de cinéma de Kinshasa (FICKIN) est une manifestation culturelle organisée par l'association Ciné na Biso qui a pour mission de mettre en lumière la création cinématographique locale et internationale par le biais des projections de films, ateliers de formations, master class, rencontres professionnelles et réseautages.

### 3e édition en 2016

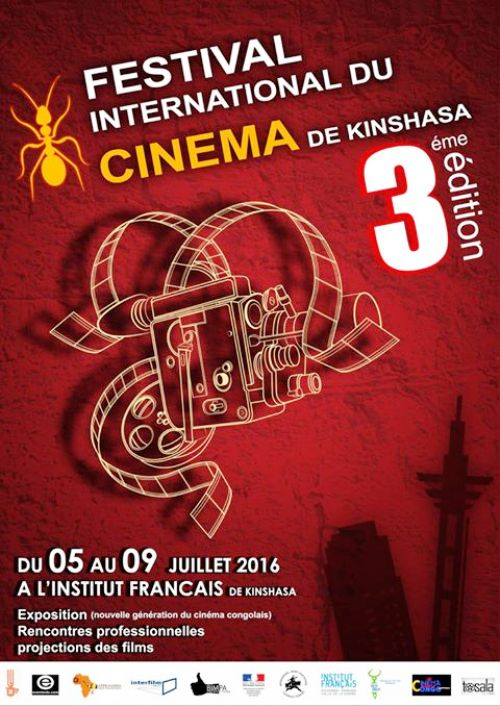
Affiche de la 3e édition du Festival International de Cinéma de Kinshasa

### 4e édition en 2017

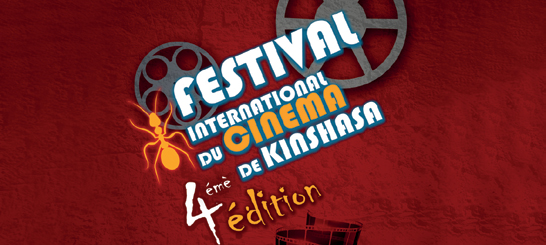
Affiche officielle de la 4e édition de FICKIN

## Histoire

### 1erédition en 2014
Le festival de cinéma de Kinshasa

### 5eédition en 2018
Du jeudi 11 octobre 2018 au dimanche 14 octobre 2018

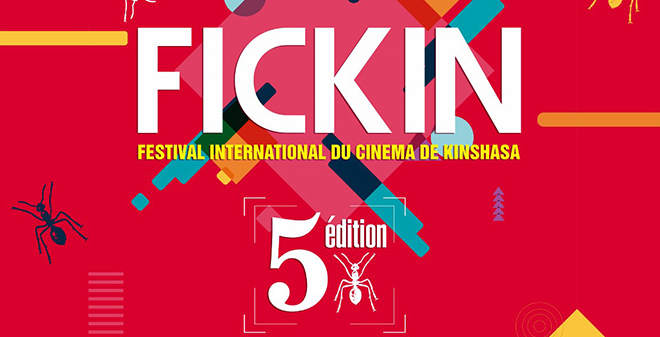
Affiche officielle de la 5e édition de FICKIN

### 6eédition en 2019

Affiche de la 6e édition du Festival International de Cinéma de Kinshasa

Plus de cinquante films courts, moyens et longs métrages ont été projetés du 17 au 20 octobre 2019.

### 7eédition en 2020

Affiche de la 7e édition du Festival International de Cinéma de Kinshasa

Il s'est déroulée du 10 au 14 novembre 2020. Avec un programme riche en activités notamment :
- Des projections sont organisées dans des salles de projections des instituts et centre culturels tel qu'à l'Institut Français de Kinshasa, au centre Wallonie Bruxelles et aux Espaces publics.
- Une Compétition nationale spéciale est organisée pour le cinéma congolais.
- Une Compétition internationale est organisée pour les films en provenance du monde entier et décerne plusieurs prix aux gagnants.
- Des rencontres entre professionnels du cinéma.

### 9eédition en 2022

Affiche officielle de la 9e édition du Festival International de Cinéma de Kinshasa

Depuis 9 ans déjà, le Festival International de Cinéma de Kinshasa, FICKIN, poursuit son objectif de promouvoir l’éclosion d’une industrie du film en RDC en général et à Kinshasa en particulier. Pour cela, le FICKIN favorise la formation aux métiers du cinéma dans le but de dénicher de jeunes talents, et les faire basculer dans un monde professionnel.

### 10eédition en 2023 repoussée

Affiche de la 10e Festival International de Cinéma de Kinshasa

Initialement prévu du 1er au 8 juillet 2023, la 10e édition du festival est repoussée à la période du 21 au 28 octobre 2023, les principaux partenaires du festival, l’Académie des beaux-arts de Kinshasa et l’Institut Français de Kinshasa, étant impliqués dans l’organisation des IXes Jeux de la Francophonie, qui ont lieu à Kinshasa, fin juillet et début août.
Sur près de 527  films inscrits, 121 films ont été sélectionnés par le comité de sélection de cette 10è édition, dont 19 courts-métrages documentaire, 60 courts-métrages fiction, 14 longs-métrages documentaire, 17 longs-métrages fiction et 11 films d'animation.

« Nous nous battons pour vivre de notre métier, pour construire un modèle économique. Le festival réfléchit à atteindre ces objectifs sachant que le Fest n'est pas un réalisateur, n’est pas un distributeur mais peut donner un coup de pouce à l'industrialisation de ce secteur »

— Kevin Mavakala, Directeur du Festival

### 11eédition en 2024
L'édition de 2024 se tient du 02 octobre 2024 au 06 octobre 2024

## Organisation

### Sections
Le Festival projette au total au moins 200 films répartis dans différentes sections.

#### Sélection officielle
- Compétitions des longs-métrages national et International

- Compétition des courts-métrages national et International

- Compétition documentaire

- Films hors Compétition

## Prix
Fourmi d'or est le prix décerné au gagnant d'une compétition.
Prix et distinctions
- Meilleur long métrage de fiction
- Meilleur long métrage documentaire
- Meilleur court métrage de fiction

Trophées du Festival International de Cinéma de Kinshasa

- Meilleur court métrage documentaire
- Meilleure animation
- Meilleure actrice
- Meilleur acteur
- Meilleur film
- Meilleur réalisateur
- Meilleur son
- Meilleure photographie
- Meilleur montage
- Prix du jury

## Autour du Festival

### Kinshasa et le Festival
Le Festival International du Cinéma de Kinshasa (FICKIN) est aujourd’hui un rendez-vous et une référence du cinéma en Afrique centrale, un espace d’échanges entre professionnels et amateurs du 7e art et un cadre idéal de diffusions de films tant internationaux qu’africains en général et de la République Démocratique du Congo en particulier, il est également une plateforme qui met l’accent sur la formation aux métiers du cinéma. Depuis sa première édition, le Festival International de Cinéma de Kinshasa jouit de partenariats avec quelques grands festivals des films notamment Clermont-Ferrand, Interfilm, Rencontre des films courts à Madagascar.
Le Festival se déroule principalement au Jardin de l'Académie des Beaux-Arts de Kinshasa, avec des projections en plein air et en salle dans plusieurs autres sites à Kinshasa : l'espace culturel les Mwindeurs à Tshangu, la plateforme contemporaine à Barumbu et l'Institut Français de Kinshasa.